# 卡兹讷沃蒙托
卡兹讷沃蒙托（法語：Cazeneuve-Montaut，法語發音：[kaznœv mɔ̃to]）是法国上加龙省的一个市镇，属于圣戈当区。

## 地理
卡兹讷沃蒙托（43°10'58"N, 0°51'28"E）面积4.59 平方千米，位于法国奧克西塔尼大區上加龙省，该省份为法国西南部内陆省份，西南端与西班牙接壤，自此顺时针与上比利牛斯省、热尔省、塔恩-加龙省、塔恩省、奥德省和阿列日省接壤。
与卡兹讷沃蒙托接壤的市镇（或旧市镇、城区）包括：欧隆、奥瑞纳、欧扎斯、布赞、普鲁皮亚里、圣埃利塞格朗、塞普。

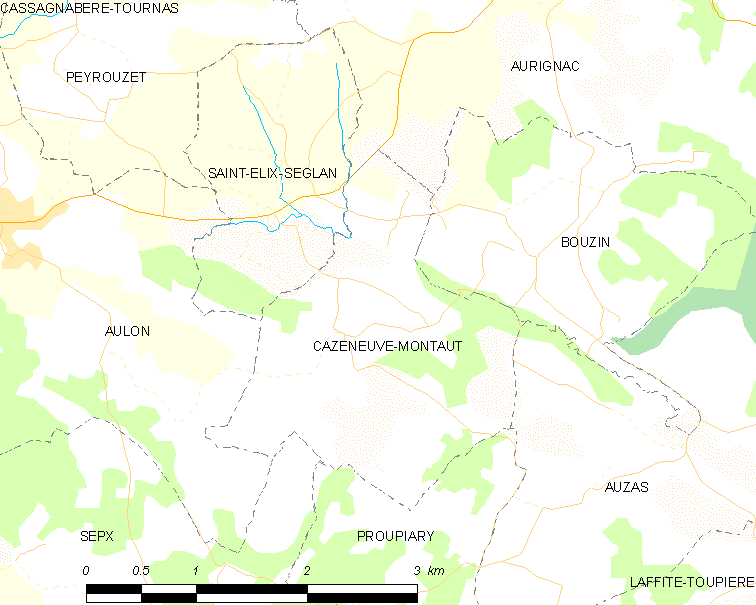
卡兹讷沃蒙托的OSM定位图

卡兹讷沃蒙托的时区为UTC+01:00、UTC+02:00（夏令时）。

## 行政
卡兹讷沃蒙托的邮政编码为31420，INSEE市镇编码为31134。

## 政治
卡兹讷沃蒙托所属的省级选区为卡泽尔县。

## 人口

1962-2008年间卡兹讷沃蒙托人口变化图示

卡兹讷沃蒙托于2022年1月1日时的人口数量为90人。